# Arashi
 (juin 2008).
Si vous disposez d'ouvrages ou d'articles de référence ou si vous connaissez des sites web de qualité traitant du thème abordé ici, merci de compléter l'article en donnant les références utiles à sa vérifiabilité et en les liant à la section « Notes et références ».
Pour les articles homonymes, voir Arashi (homonymie).
Arashi (嵐, litt. « tempête ») est un groupe de chanteurs japonais. Il est composé de cinq membres : Masaki Aiba (Aiba-chan), Jun Matsumoto (MatsuJun), Kazunari Ninomiya (Nino), Satoshi Ōno (Leader) et Shō Sakurai (Shokun).
Le groupe s’est officiellement formé le 15 septembre 1999 à Honolulu, et a sorti son premier album le 3 novembre 1999. Le groupe a été initialement signé par Pony Canyon et a sorti leur album éponyme ainsi que six singles sous ce label avant de signer chez J Storm Johnny en 2001. Alors que leur premier single a débuté au sommet de l’Oricon hebdomadaire avec un peu plus d'un demi-million d'exemplaires vendus, le groupe fait ensuite face à une baisse progressive des ventes jusqu’à la sortie de leur dix-huitième single intitulé Love So Sweet qui connut un grand succès en 2007. Il devient alors le premier single du groupe à dépasser les 400 000 ventes, près de sept ans après leur premier single.
En 2010, les six singles du groupe atteignent le top 10 des singles les plus vendus de l’année au Japon.
En mai 2015, Arashi a vendu plus de 8 millions d’albums et 21 millions de singles. Un an plus tard, à la suite des excellentes ventes de leur quatorzième album Japonism, le groupe dépasse les 10 millions d'albums vendus au Japon.
Le 27 janvier 2019, le groupe annonce qu'il se mettra en pause pour une durée indéterminée à partir du 31 décembre 2020.

## Carrière musicale
Le groupe Arashi a fait ses débuts le 15 septembre 1999 à Hawaï où il a enregistré son premier single A.RA.SHI. Le groupe fait partie de Johnny's Entertainment dont font partie entre autres Tokio et V6…
Arashi couvre un large éventail de style musicaux incluant le R&B, le hip-hop et autres formes de musique Pop. En plus d'être un groupe d'idoles populaire au Japon, Arashi est aussi largement connu à travers l'Asie et par les amateurs de J-pop du monde entier.
Johnny's & Associates (alias Johnny's) ont annoncé la création du groupe le 15 septembre 1999, par le biais d'une conférence de presse à bord d'un bateau de croisière aux large des côtes d'Honolulu à Hawaï. Arashi, qui veut dire « tempête » en français, a été choisi par Johnny's Entertainment pour représenter l'ambition du groupe de « créer une tempête dans le monde du divertissement ». Arashi est de nos jours le seul des groupes créés par Johnny's qui possède un nom écrit tout en kanjis.
Leur premier single, A.RA.SHI, est devenu la chanson thème de la 8e Coupe du monde de volleyball, organisée par le Japon en 1999. Ils gagnèrent une grande popularité en chantant A.RA.SHI lors de la cérémonie d'ouverture le 2 novembre 1999. Le single devint un grand succès, se vendant à des millions de copies. Du 25 mars au 30 avril 2001, le groupe entama sa première tournée sur l'ensemble du territoire japonais, l’Arashi Spring Concert 2001. La tournée eut lieu à Sendai, Osaka, Nagoya, Hokkaidō, Fukuoka, Hiroshima, Kanazawa, Toyama et Tokyo, pour un total sans précédent de 26 concerts. En mars 2002, le groupe retourna à Hawaï avec une série de tournées « Stand Up Hawaï » pour les fans.
En 2006, les singles et albums du groupe sont sortis en dehors du Japon. Leur album Arashic est sorti à Hong Kong, en Corée du Sud, Taïwan et aussi en Thaïlande. Le 31 juillet 2006 le groupe s'est embarqué pour la tournée Jet Storm Tour, destinée à promouvoir leur album à Taïwan, en Corée du Sud et en Thaïlande, visitant des villes qui plus tard feront partie de leur tournée Asiatique. Le concert de Corée a eu lieu grâce à la présence des fans coréens qui s'étaient rassemblés à l'aéroport international d’Incheon durant la conférence de presse du groupe lors de leur tournée Jet Storm. Le concert qui eut lieu le 12 novembre 2006 fit d'Arashi le premier groupe de la Johnny's Entertainment à donner un concert en Corée du Sud. La vente des billets du concert s'est faite en une heure, et 150 000 personnes ont acheté les leurs en ligne. Outre leurs tournées, le groupe a représenté le Japon lors de l’Asia Song Festival 2006, qui a eu lieu en Corée du Sud.
En 2007, Arashi a sorti neuf albums et vingt singles. Le 21 février 2007, le groupe sortit le single Love so sweet, thème musical du drame télévisé Hana Yori Dango Returns, classé numéro un dans l’Oricon daily et weekly (quotidien et hebdomadaire). Leur dix-neuvième single, We Can Make It!, sorti le 2 mai 2007, a aussi été classé numéro un la première semaine de sa sortie, pour tomber en dessous du top 10 la deuxième semaine et y remonter lors de la troisième semaine.
En avril 2007, le groupe a effectué des prestations dans les plus grandes salles à ce jour. La tournée Arashi Around Asia a eu lieu dans le Kyocera Dome à Osaka et au Tokyo Dome, salles pouvant atteindre une capacité totale de cent mille personnes, et en ayant accueilli plus de deux cent mille.
L'album d'Arashi Time est sorti en juillet 2007, et a aussi débuté numéro un dans les classements Oricon, et a été écoulé à 191 000 exemplaires lors de la première semaine de sa sortie.
Le single du groupe Happiness a été le thème original du drame Le Fabuleux Destin de Taro Yamada (diffusé sur TBS) mettant en vedette deux membres du groupe Arashi, Kazunari Ninomiya (acteur principal du film Lettres d'Iwo Jima de Clint Eastwood) et Sakurai Sho. Ce single est le neuvième d'Arashi à se retrouver numéro un dès sa sortie et le 17e à être numéro un.
Le 3 octobre 2007 sort en DVD le film Kiiroi Namida (Les Larmes jaunes). C'est le 3e film dans lequel joue le groupe après Pika☆nchi Life is Hard Dakedo Happy en 2003 et Pika☆nchi Life is Hard Dakara Happy en 2004.
Le 20 février 2008 est sorti le single Step and Go, qui a été numéro un dès la première semaine (300 000 copies vendues en une semaine).
En février 2008 le groupe a annoncé qu'il ferait un concert dans les 5 dômes les plus importants du Japon (Tokyo, Nagoya, Osaka, Fukuoka et Sapporo). La tournée appelée ARASHI Marks 2008 Dream-A-live se fera en 10 concerts, du 16 mai à Osaka jusqu'au 6 juillet à Sapporo. Le seul autre groupe de la J.E. à avoir effectué une tournée de 5 dômes sont les SMAP et les KinKi Kids.
Il a aussi été annoncé que le groupe présenterait une émission de variétés traitant à la fois des sujets concernant la société et la culture. L'émission sera diffusée aux heures de grande écoute et sera produite par Saori Hirata. Elle s'appellera Himitsu no Arashi-chan soit « Le Secret d'Arashi-chan », elle sera diffusée à partir du 10 avril sur la chaîne TBS.
Le 16 avril est sorti le DVD de leur concert Arashi Summer Tour 2007 Final Time au dôme de Tokyo (Aujourd'hui placé 9e au classement Oricon). Quelques jours plus tard, leur dernier album intitulé Dream "A" live est sorti dans les kiosques. Il est aujourd'hui nº1 du classement Oricon.
En 2008, ils sortent les singles Step and Go, One Love, Truth / Kaze no Mukou e et Beautiful Days, thèmes respectifs du film Hana Yori Dango Final et des drames Maou et Ryusei no Kizuna dans lesquels on retrouve pour protagonistes des membres du groupe. Ces singles obtiennent d'excellents ventes ce qui positionne Arashi comme les meilleurs vendeurs de cette année-là.

## Membres du groupe
Arashi est composé de:
- Masaki Aiba (相葉雅紀?)
- Kazunari Ninomiya (二宮和也?)
- Jun Matsumoto (松本潤?)
- Ohno Satoshi (大野智?)
- Sakurai Sho (櫻井翔?)

Aiba Masaki est le membre le plus grand du groupe, et a une voix singulière. Il a une fois été hospitalisé après s'être évanoui à la suite d'un pneumothorax lors d'une répétition, il subit une opération qui le força à arrêter le saxophone. Aiba travaille avec de nombreux animaux en tant que coprésentateur du show télévisé Tensai! Shimura Doubutsuen. Il excelle en sport, spécialement en basket-ball. Il est connu pour avoir un temps de concentration assez limité et pour souvent changer de sujet lors des différentes entrevues et émissions télévisées, il est aussi connu par les fans comme étant le membre le plus attachant et le plus excentrique du groupe Arashi. Aiba a aussi des problèmes avec le japonais, plus particulièrement avec les kanjis. On peut le voir faire de nombreuses erreurs de lecture dans les émissions et performances en direct. Durant les premières années d'Arashi, Aiba avait été désigné par Johnny's pour être le meneur du groupe mais cela ne s'est jamais concrétisé.
Ninomiya Kazunari est le premier membre du groupe à avoir percé à Hollywood, car il est apparu dans le film de Clint Eastwood Lettres d'Iwo Jima. Avec Jun Matsumoto, un autre membre d'Arashi, il fait partie des jeunes acteurs japonais les plus reconnus et on dit de lui qu'il est capable de « jouer rien qu'avec son regard ». Ninomiya a déclaré être gaucher mais avoir été forcé par ses parents à écrire de la main droite depuis qu'il est tout petit. Il joue de la guitare, du piano, compose et écrit les paroles de chansons. Cependant il a souvent été vu avec une console de jeux à la main et a avoué dans une entrevue qu'il était un otaku. Durant les premières années d'Arashi, Johnny's l'a nommé meilleur interprète. À la suite de son mariage surprise en 2019 alors que le groupe est en pleine tournée, Ninomiya s'attire les foudres des fans ainsi que des autres membres d'Arashi, laissant planer le risque d'une implosion du groupe.
Jun Matsumoto est le plus jeune membre d'Arashi. Il est connu pour ses rôles dans des dramas comme Bambino!, Hana Yori Dango et Hana Yori Dango Returns, Kimi wa petto et Gokusen. Il est le premier homme japonais à avoir fait la couverture de Marie Claire Japon. Ohno l'a surnommé le « maître des concerts » car il a tendance à prendre en charge tous les détails durant leurs concerts. Durant les premières années du groupe, il a été nommé par Johnny's comme étant le « membre le plus drôle ». Depuis, il a plus ou moins perdu cette image de comique et a même été surnommé Do-S par les autres membres du groupe (S voulant dire Sadique). Jun est l'une des trois idoles à être considérées comme l'élite dans les Johnny's car il a été appelé à faire partie de l'agence par Johnny Kitagawa (le directeur de Johnny's Entertainment) lui-même, sans avoir à passer d'auditions.
Ohno Satoshi est le membre le plus âgé du groupe. Il est devenu meneur du groupe après avoir gagné contre Sakurai Sho au jeu pierre-feuille-ciseaux lors d'une émission télévisée. Cette situation se répète depuis très souvent, lui l'involontaire et peu enthousiaste gagnant contre Sho. Étant le meneur et le plus âgé du groupe, il chante en général le plus souvent. Bien qu'il ait répété ne pas vouloir être le meneur du groupe, les membres d'Arashi le considèrent comme tel, l'ayant même dans une entrevue présenté comme une nouvelle génération d'idole, qui dirige sans diriger du tout. D'où son surnom de riida (qui signifie leader).À part être le meneur en chant, il est aussi reconnu pour être le « meilleur danseur » d'Arashi. Il a chorégraphié plusieurs mouvements de danse que les autres membres trouvent difficiles à suivre. Quand les membres d'Arashi ont fait leur début et qu'il n'était pas encore le meneur, Ohno avait été surnommé par Johnny's comme « le meilleur danseur ». Il fait aussi partie du duo comique d'Arashi l’Ohmiya SK, avec Kazunari Ninomiya. De tous les membres, il est celui qui est le moins apparu dans des dramas, préférant le théâtre ou travailler son art. Son premier concert solo a eu lieu le 29 janvier 2006.
Sakurai Sho chante la plupart des parties rap des chansons d'Arashi, paroles qu'il écrit lui-même (les fans le surnomment Sakurap). Sho a été le premier membre du groupe à faire un concert solo, The Show le 14 janvier 2006. Il est en ce moment l'un des coprésentateurs de l'émission d'information News Zero (diffusée le lundi sur NTV), il est ainsi devenu la première idole à présenter une émission spéciale sur les élections. Sho est le membre le plus éduqué du groupe, étant diplômé de l'Université de Keio. Durant les premières années du groupe Arashi, Sho avait été surnommé par Johnny's le « meneur dans les études ». Bien qu'il ait perdu à pierre-feuille-ciseaux, lui évitant ainsi de devenir le meneur du groupe, les quatre autres membres d'Arashi ont en plusieurs occasions fait remarquer les qualités de meneur de Sho.
En dehors de leur carrière musicale, les membres d'Arashi sont aussi apparus dans des films, des dramas (séries japonaises), des pubs, des pièces de théâtre. En ce moment ils sont les présentateurs de différents programmes de variétés tels que Himitsu no Arashi-Chan, VS Arashi  et Arashi ni shiyagare.

## Discographie

### Albums studio
| #   | Information | Singles                                                                        |
| --- | --- | ------------------------------------------------------------------------------ |
| 1er | Arashi No.1 Ichigou -Arashi wa Arashi o Yobu!- 嵐 No.1 (Ichigou) -嵐は嵐を呼ぶ- - Label: Pony Canyon PCCJ-00004 - Sortie: 24 janvier 2001 - Format: CD - Durée: 63 min 11 s - Meilleure position dans le classement Japonais (Oricon): #1                                                                    | - A・RA・SHI - Sunrise Nippon - Typhoon Generation - Kansha Kangeki Ame Arashi |
| 2e  | Here We Go! - Label: J Storm JACA-5002 (Limited Edition) JACA-5003(Regular Edition) - Sortie: 17 juillet 2002 - Format: CD - Durée: - - Meilleure position dans le classement Japonais (Oricon): #1 | - A Day in Our Life - Nice na Kokoroiki                                        |
| 3e  | How's It Going? - Label: J Storm JACA-5007(Limited Edition) JACA-5008(Regular Edition) - Sortie: 9 juillet 2003 - Format: CD - Durée: 64 min 09 s - Meilleure position dans le classement Japonais (Oricon): #2                                                                                              | - PIKAN☆NCHI - Tomadoi Nagara                                                  |
| 4e  | Iza, Now! いざッ、Now! - Label: J Storm JACA-5014 (Limited Edition) JACA-5015(Regular Edition) - Sortie: 21 juillet 2004 - Format: CD - Durée: 60 min - Meilleure position dans le classement Japonais (Oricon): #1                                                                                          | - Hadashi No Mirai/Kotoba yori Taisetsu na Mono - PIKA★★NCHI DOUBLE            |
| 5e  | One (Arashi album)\|One - Label: J Storm JACA-5024 (Limited Edition) JACA-5025(Regular Edition) - Sortie: 3 août 2005 - Format: CD - Durée: 52 min 04 s - Meilleure position dans le classement Japonais (Oricon): #1                                                                                        | - Sakura Sake                                                                  |
| 6e  | Arashic - Label: J Storm JACA-5041 (Limited Edition) JACA-5042(Regular Edition) - Sortie: 5 juillet 2006 - Format: CD - Durée: 58 min 39 s - Meilleure position dans le classement Japonais (Oricon): #1 | - Wish (Arashi single)\|Wish - Kitto Daijoubu                                  |
| 7e  | Time (Arashi album)\|Time - Label: J Storm JACA-5064-5065 (Limited Edition) JACA-5066(Regular Edition) - Sortie: 11 juillet 2007 - Format: CD - Durée: 62 min 37 s - Meilleure position dans le classement Japonais (Oricon): #1                                                                             | - Aozora Pedal - Love so sweet - We Can Make It!                               |
| 8e  | Dream"A"live - Label: J Storm JACA-5089-5090 (Limited Edition) JACA-5091(Regular Edition) - Sortie: 23 avril 2008 - Format: CD - Durée: 76 min 00 s (Limited Edition) 59 min 01 s (Regular Edition) - Meilleure position dans le classement Japonais (Oricon): #1 - Meilleure position (BIllboard Japan): #1 | - Happiness - Step and Go                                                      |
| 9e  | Boku no Miteiru Fukei - Label: J Storm JACA-5089-5090 (Limited Edition) JACA-5091(Regular Edition) - Sortie: 4 août 2010 - Durée: 85 min 57 s - Meilleure position dans le classement Japonais (Oricon): #1 - Meilleure position (BIllboard Japan): #2                                                       | - Everything - My Girl - Troublemaker - Monster                                |
| 10e | Beautiful World - Label: J Storm JACA-5089-5090 (Limited Edition) JACA-5091(Regular Edition) - Sortie: 6 juillet 2011 - Durée: ? - Meilleure position dans le classement Japonais (Oricon): #1 - Meilleure position (BIllboard Japan): ?                                                                     | - To be free - Løve Rainbow - Dear Snow - Hatenai Sora - Lotus                 |
| 11e | Popcorn - Label: J Storm - Sortie: 31 octobre 2012 - Durée: ? - Meilleure position dans le classement Japonais (Oricon): #1 - Meilleure position (BIllboard Japan): ? | - Meikyū Love Song - Wild at Heart - Face Down - Your Eyes                     |
| 12e | Love - Label: J Storm - Sortie: 23 octobre 2013 - Durée: ? - Meilleure position dans le classement Japonais (Oricon): #1 - Meilleure position (BIllboard Japan): ? | - Calling/Breathless - Endless Game                                            |
| 13e | The Digitalian - Label: J Storm - Sortie: 22 octobre 2014 - Durée: 72 min 30 s - Meilleure position dans le classement Japonais (Oricon): #1 - Meilleure position (BIllboard Japan): ? | - Bittersweet - Guts! - Daremo Shiranai                                        |
| 14e | Japonism - Label: J Storm - Sortie: 21 octobre 2015 - Durée: 69 min 48 s (Limited Edition) 86 min 42 s (Regular Edition) - Meilleure position dans le classement Japonais (Oricon): #1 - Meilleure position (BIllboard Japan): ?                                                                             | - Sakura - Aozora no Shita, Kimi no Tonari                                     |
| 15e | Are You Happy? - Label: J Storm - Sortie: 26 octobre 2016 - Durée: 69 min 35 s (Limited Edition) 73 min 03 s (Regular Edition) - Meilleure position dans le classement Japonais (Oricon): #1 - Meilleure position (BIllboard Japan): ?                                                                       | - Ai wo Sakebe - Fukkatsu Love - I seek/Daylight                               |
| 16e | Untitled - Label: J Storm - Sortie: 18 octobre 2017 - Durée: 61 min 27 s - Meilleure position dans le classement Japonais (Oricon): #1 - Meilleure position (BIllboard Japan): ? | - Power of Paradise - I'll Be There - Tsunagu                                  |

### Compilations
| #   | Information | Singles (Précédemment non sorti dans un album) |
| --- | --- | ---------------------------------------------- |
| 1er | Arashi Single Collection 1999-2001 - Label: Pony Canyon PCCJ-00004 - Sortie: 16 mai 2002 - Format: CD - Durée: - - Meilleure position dans le classement Japonais (Oricon): #4                                                                 | - Kimi no Tame ni Boku ga Iru - Jidai          |
| 2e  | Arashi 5x5: The Best Selection of 2002-2004 - Label: J Storm JACA-5002 (Limited Edition) JACA-5003(Regular Edition) - Sortie: 10 novembre 2004 - Format: CD - Durée: 70 min 06 s - Meilleure position dans le classement Japonais (Oricon): #1 | - Hitomi no Naka no Galaxy/Hero                |

### Singles
| Date de sortie | Titre                                                                             | Meilleure position dans le classement Japonais (Oricon) | Label/numéro                  | Notes |  |
| -------------- | --------------------------------------------------------------------------------- | ------------------------------------------------------- | ----------------------------- | --- |  |
| 03-11-1999     | "A・RA・SHI"                                                                      | #1                                                      | Pony Canyon DJ-00001          | Thème musical de V no Arashi |  |
| 01-04-2000     | "Sunrise Nippon" (Sunrise日本)                                                    | #1                                                      | CJ-00001                      | Dans le drama Ikebukuro West Gate Park |  |
| 12-07-2000     | "Typhoon Generation" (台風ジェネレション)                                         | #3                                                      | CJ-00002                      | |  |
| 08-11-2000     | "Kansha Kangeki Ame Arashi" (感謝カンゲキ雨嵐)                                    | #1                                                      | CJ-00003                      | Thème musical du drama Namida wo Fuite |  |
| 18-04-2001     | "Kimi no Tame ni Boku ga Iru" (君のために僕がいる)                                | #1                                                      | CJ-00005                      | |  |
| 01-08-2001     | "Jidai" (時代)                                                                    | #1                                                      | CJ-00006                      | - Thème musical du drama Kindaichi Shonen no Jikenbo 3 |  |
| 06-02-2002     | "A Day in Our Life"                                                               | #1                                                      | J Storm JADA-5001             | Thème musical pour le drama de Sakurai Sho Kisarazu Cat's Eye |  |
| 17-04-2002     | "Nice na Kokoroiki" (ナイスな心意気)                                              | #1                                                      | JADA-5002 JADA-5003           | |  |
| 17-10-2002     | "PIKAN☆NCHI"                                                                      | #1                                                      | JADA-5004 JADA-5005           | Thème musical du film Pika☆nchi: Life is Hard Dakedo Happy |  |
| 13-02-2003     | "Tomadoi Nagara" (とまどいながら)                                                 | #2                                                      | JADA-5005 JADA-5006           | L'un des thèmes musicaux du drama de Sakurai Sho Yoiko no Mikata |  |
| 03-09-2003     | "Hadashi No Mirai/Kotoba yori Taisetsu na Mono" (ハダシの未来/言葉より大切なもの) | #2                                                      | JADA-5009 JADA-5010           | - "Kotoba yori Taisetsu na Mono" est le thème musical du drama de Kazunari Ninomiya Stand Up! |  |
| 18-02-2004     | "PIKA★★NCHI Double"                                                               | #1                                                      | JADA-5012 JADA-5013           | Thème musical du film Pika☆☆nchi: Life is Hard Dakara Happy |  |
| 18-08-2004     | "Hitomi no Naka no Galaxy/Hero" (瞳の中のGalaxy/Hero)                             | #1                                                      | JACA-5016 JACA-5017 JACA-5018 | - Hitomi no Naka no Galaxy le thème musical pour le drama de Ninomiya Kazunari Minami Kun no Koibito |  |
| 23-03-2005     | "Sakura Sake" (サクラ咲ケ)                                                        | #1                                                      | JADA-5021 JADA-5022           | |  |
| 16-11-2005     | "Wish"                                                                            | #1                                                      | JADA-5026 JADA-5027           | Ouverture du drama de Jun Matsumoto, Hana Yori Dango |  |
| 17-05-2006     | "Kitto Daijoubu" (きっと大丈夫)                                                   | #1                                                      | JADA-5039 JADA-5040           | Le chanteur populaire Ken Hirai aurait été obsédé par cette chanson lors d'une de ses représentations sur scène. |  |
| 02-08-2006     | "Aozora Pedal" (アオゾラペダル)                                                   | #1                                                      | JACB-0001 JACB-0002 JACB-0003 | Un des thèmes musicaux du film de Sakurai Sho Honey & Clover |  |
| 21-02-2007     | "Love so sweet"                                                                   | #1                                                      | JADA-5052 JADA-5053           | Chanson d'ouverture du drama de Jun Matsumoto Hana Yori Dango\|Hana Yori Dango 2 Returns! |  |
| 17-05-2007     | "We Can Make It!"                                                                 | #1                                                      | JADA-5059 JADA-5060           | Bande son du drama de Jun Matsumoto Bambino! |  |
| 05-09-2007     | "Happiness"                                                                       | #1                                                      | JADA-5070 JADA-5071           | Bande son du drama Le Fabuleux Destin de Taro Yamada dans lequel jouent Ninomiya Kazunari et Sakurai Sho |  |
| 20-02-2008     | "Step and Go"                                                                     | #1                                                      | JACA-5086 JACA-5087 JACA-5088 | Fuyu wo Dakishimete, la face B, est la chanson du CM C1000 Lemon Water. |  |
| 25-06-2008     | "One Love"                                                                        | #1                                                      |                               | Ce single sera utilisé pour le film dont Jun Matsumoto est l'un des personnages principaux : Hana Yori Dango Final. |  |
| 20-08-2008     | "Truth / Kaze no Mukou e"                                                         | #1                                                      |                               | La chanson "truth" a été utilisée pour l'opening du drama Maou avec Ohno Satoshi. |  |
| 05-11-2008     | "Beautiful Days"                                                                  | #1                                                      |                               | Cette chanson est utilisée en opening du drama Ryūsei no kizuna avec Ninomiya Kazunari en compagnie de Ryo Nishikido et Toda Erika. |  |
| 04-03-2009     | "Believe / Kumori Nochi, Kaisei"                                                  | #1                                                      |                               | - Le titre Believe est la bande originale du film Yatterman dans lequel Sakurai Sho a le rôle principal. - Le deuxième titre, Kumori Nochi, Kaisei, est l'opening du drama Uta No Oniisan avec Ohno Satoshi.                                                                              |  |
| 27-05-2009     | " Ashita no Kioku / Crazy Moon~Kimi wa muteki "                                   | #1                                                      |                               | - Le titre Ashita no Kioku sert de générique de fin dans le drama The Quiz Show 2 dans lequel participe Sakurai Sho. |  |
| 11-11-2009     | " My Girl / Tokei jikake no umbrella "                                            | #1                                                      |                               | - Le titre My girl est l'opening du drama My Girl dans lequel joue Aiba Masaki. - Le deuxième titre, Tokei jikake no umbrella, est le thème de l'opening et l'ending du mini-drama 0 goushitsu no kyaku (Guests of Room 0) dans lequel participe Ohno Satoshi dans les premiers épisodes. |  |
| 2010           | "Troublemaker"                                                                    | #1                                                      | JACA-5192                     | Le titre Troublemaker est le générique du drama Tokujou Kabachi, dans lequel joue Sho Sakurai |  |